# Eutrichota sylvia
Eutrichota sylvia är en tvåvingeart som först beskrevs av Seguy 1926.  Eutrichota sylvia ingår i släktet Eutrichota och familjen blomsterflugor. Inga underarter finns listade i Catalogue of Life.